# Günter Pauli
Günter Pauli (* 1. Dezember 1929 in Koblenz; † 18. Juli 2010 ebenda) war ein deutscher Politiker der SPD. Er war von 1970 bis 1971 Abgeordneter im Landtag von Rheinland-Pfalz, von 1972 bis 1980 Bürgermeister und Beigeordneter der Stadt Koblenz und von 1980 bis 1990 Mitglied des Deutschen Bundestages.

## Leben
Pauli besuchte bis 1944 die Volksschule und nahm 1946 eine Tätigkeit beim Arbeitsamt Koblenz auf. Nach Ablegung der Inspektorprüfung für den gehobenen Verwaltungsdienst 1951 arbeitete er bis 1958 als Regierungsinspektor beim Arbeitsamt Koblenz. Von 1954 bis 1957 studierte er berufsbegleitend an der VWA Rheinland-Pfalz. Von 1958 bis 1972 war er als Beamter beim Bundesamt für Wehrtechnik und Beschaffung tätig. 1962 wurde er zum Regierungsinspektor, 1966 zum Regierungsamtmann und 1969 Regierungsoberamtmann befördert.
Pauli war von 1945 bis 1947 Mitglied und Unterbezirksvorsitzender der Koblenzer Falken. Er trat 1946 der SPD bei und war später Vorsitzender des SPD-Unterbezirks, Mitglied des Bezirksvorstandes sowie Mitglied des Landesvorstandes der SPD Rheinland-Pfalz. Zuletzt war er Ehrenvorsitzender der SPD Koblenz. Des Weiteren war er ab 1949 Mitglied der ÖTV und der Arbeiterwohlfahrt.
Pauli war von 1964 bis 1972 Stadtrat in Koblenz und dort ab 1969 Vorsitzender der SPD-Fraktion. Von 1972 bis 1980 war er Bürgermeister und Beigeordneter im Stadtvorstand von Koblenz, von 1972 bis 1975 als Leiter des Sozialdezernates und von 1975 bis 1980 als Leiter des Baudezernates. Aufgrund seiner Funktion war er ab 1979 Beiratsmitglied der KEVAG. Von 1984 bis 1989 war er erneut Mitglied des Koblenzer Stadtrates.
Am 19. April 1970 rückte Pauli für den ausgeschiedenen Abgeordneten Josef Mendling in den Landtag von Rheinland-Pfalz nach und blieb dort bis zum Ende der Wahlperiode 1971 Mitglied. Im Parlament war er Mitglied des Verwaltungsreformausschusses.
Von 1980 bis 1990 war er Mitglied des Deutschen Bundestages und dort durchweg Mitglied des Verkehrsausschusses. In den Bundestag wurde Pauli stets über die Landesliste der SPD Rheinland-Pfalz gewählt.